# Johann Albert Fabricius
Johann Albert Fabricius (Lipsia, 11 novembre 1668 – Amburgo, 30 aprile 1736) è stato un bibliografo e bibliotecario tedesco.

## Biografia
Johann Albert Fabricius ricevette dal padre i primi rudimenti scolastici. Proseguì l'istruzione presso alcuni teologi luterani, presso i quali lo aveva raccomandato il padre in punto di morte.
Iscrittosi nel 1686 alla facoltà di Teologia dell'Università di Lipsia, ottenne il dottorato nel 1688, e iniziò la sua carriera di studioso della letteratura classica pubblicando anonimo il Decas decadum, Sive plagiariorum et pseudonymorum centuria, uno studio su cento scrittori accusati di plagio o di mistificazione letteraria. Nel 1694 divenne bibliotecario ad Amburgo e nel 1699 ottenne la nomina a professore di etica e di retorica nel locale ginnasio, mantenendo l'incarico fino alla sua morte.
Fabricius è considerato il fondatore della storiografia nell'ambito della letteratura latina e greca. Compilò alcune opere di fondamentale importanza in campo bibliografico, grandi repertori bibliografici consultati ancor oggi. Pubblicò inoltre opere di apologetica scientifica. Ha pubblicato inoltre le edizioni critiche di Dione Cassio e Sesto Empirico. Complessivamente è autore di 128 opere.
Una sua biografia apparve ad Amburgo nel 1737, opera di Reimarus, suo genero ed editore di Dione Cassio.

## Opere
- Bibliotheca latina (tre volumi, 1697), che raccoglie l'elenco di tutte le edizioni e dei commentari degli autori latini classici
- Bibliotheca graeca (14 volumi, 1705-1728), riportano l'elenco di tutte le edizioni e i commentari degli autori greci
- Bibliotheca latina mediae et infimae aetatis (6 volumi, 1734-1746), raccoglie un repertorio vastissimo della letteratura  latina medievale
- Codex pseudepigraphus Veteris Testamenti, (3 volumi, 1703-1739)
- Codex apocryphus Novi Testamenti (2 volumi, 1719-1743), in cui sono raccolti tutti gli scritti apocrifi del Nuovo Testamento
- Bibliotheca antiquaria (1713) un repertorio degli scritti in ebraico nelle opere classiche e cristiane
- Centifolium Lutheranum (1728-1730), raccoglie un repertorio delle opere  sulla Riforma